# 757
Cette page concerne l'année 757  du calendrier julien. Pour l'année 757 av. J.-C., voir 757 av. J.-C.  Pour l'avion, voir Boeing 757.
L'année 757 est une année commune qui commence un samedi.

## Événements

### Afrique
- Mai-juin[1] : l'émir d'Ifriqiya Abd al-Rahman ibn Habib est battu par les Berbères ourfeddjouma (Nefzaouas du sud tunisien, sufrites) révoltés devant Kairouan. Ils s'emparent de la ville et la mettent à sac, avant d'être chassés par les Berbères ibadites de Tripoli en 758[2].

- Les tribus berbères kharidjites ibadites installent leur capitale à Tripoli[3]. Le Berbère ibadite Abu al Khattab est élu à la tête d'un imamat qui contrôle la Tripolitaine et l'Ifriqiya jusqu'en 761[2].
- Fondation de la principauté sufrite des Midrarides de Sidjilmâsâ, au Maghreb. Le royaume de Sidjilmâsâ devient le grand centre de commerce de l’or et des esclaves achetés dans le royaume de Ghana[4].

### Asie
- 29 janvier : An Lushan empereur usurpateur de Chine est assassiné par son propre fils An Qingxu qui prend la direction de la rébellion[5].
- 13 novembre : l'empereur Tang Suzong (Su Tsong) et son général Gou Ziyi (Kou Tseu-yi), aidés par les Ouïgours, reprennent Chang'an puis Luoyang le 3 décembre[5].

### Proche-Orient
- 9 mars : tremblement de terre majeur en Syrie et en Palestine[6].

### Europe
- 1er mars : assemblée de Compiègne. Tassilon III, duc des Bavarois, prête serment de vassalité à Pépin et à ses fils lors de sa visite à Compiègne[7]. Pépin le Bref cherche à rendre indissoluble le lien de vassalité[8]. Pépin reçoit à Compiègne une ambassade de Constantin V qui lui envoie un orgue parmi de nombreux présents[9].
- Mars : début du règne de Didier, dernier roi des Lombards après l'abdication de Ratchis (fin en 774)[10].
- 29 mai :  début du pontificat de Paul Ier (fin en 767). Il réclame en vain les territoires promis par Didier, roi des Lombards, lors de son accession au trône. Georges, ambassadeur de l’empereur d'orient Constantin V arrive à Naples et noue avec Didier des projets de coalition pour reprendre Rome et Ravenne, puis se rend à la cour de Pépin où il n’obtient rien, Pépin restant fidèle au pape[11].
- 8 octobre : translation des reliques de sainte Pétronille à la basilique Saint-Pierre[11].

- Début du règne de Fruela Ier des Asturies (fin en 768)[12].
- Le roi de Mercie Æthelbald est assassiné par des membres de sa maisonnée. Son successeur, Beornred, est évincé avant la fin de l'année par Offa, qui s'empare du trône (fin en 796)[13].
- Le roi du Wessex Sigeberht est déposé et remplacé par Cynewulf (fin en 786)[14].
- L'empereur byzantin Constantin V implante une secte manichéiste dans les Balkans pour protéger sa frontière contre les Bulgares. Elle est sans doute à l'origine de l'hérésie des Bogomiles[15].
- Le premier orgue arrivé en Occident est envoyé par l'empereur byzantin Constantin V au roi des Francs Pépin le Bref et installé dans la chapelle du palais de Compiègne[16].

## Naissances en 757
- Gille (ou Gisèle), fille de Pépin le Bref. Le pape Paul Ier se proclame son parrain. Son frère Charlemagne la nommera abbesse de Chelles.

## Décès en 757
- 29 janvier : An Lushan
- 26 avril : Étienne II (pape).

- Alphonse Ier des Asturies.
- Ibn al-Muqaffa, écrivain persan exécuté à Bassora (né vers 721).